# Religijski pluralizam
Religijski pluralizam je smjer u filozofiji religije koji kaže da nijedna religija ne sadrži doslovnu, potpunu i ekskluzivnu istinu, već načelno svaka religija na svoj subjektivan, ograničen i uvjetovan način govori o konačnoj i objektivnoj istini.
To je jedan od tri glavna smjera shvaćanja odnosa među religijama:
1. Ekskluzivizam kaže da je samo jedna religija istinita, dok su ostale neistinite.
2. Inkluzivizam kaže da samo jedna religija sadrži potpunu istinu, dok su ostale religije istinite tek u relativnom smislu. To je stav i Katoličke Crkve.
3. Pluralizam

Religijski pluralizam utemeljen je na činjenici dubokih kulturnih, društvenih, povijesnih i osobnih razlika među ljudima te ograničenosti i uvjetovanosti svakovrsnih ljudskih spoznaja, kako profanih (u znanosti, etici, svakodnevnom životu...), tako i religioznih.